# Bereschit (Sidra)
Bereschit  (Biblisches Hebräisch בְּרֵאשִׁית ‚Im Anfang‘) ist ein Leseabschnitt (Parascha oder Sidra) der Tora und umfasst den Text Genesis/Bereschit 1,1–6,8  (ELB-Links: 1 ; 2 ; 3 ; 4 ; 5 ; 6,1–8 ). Bereschit nach dem Anfangswort bezeichnet einerseits die Parascha, andererseits das gesamte Buch Genesis.
Es handelt sich um die Sidra des 4. oder 5. Schabbats im Monat Tischri.
An Simchat Tora wird der Zyklus der Toralesung mit der letzten Parascha aus dem Buch Dewarim beendet und der neue Zyklus mit der Lesung von Gen 1,1–2,3  (1 ; 2,1–3 ) sofort wieder eröffnet. In einigen liberalen Gemeinden wird 1,14–19  () anstelle der Opferanweisungen aus 28  () als Maftir an einem Sabbat, der auf Rosch Chodesch fällt, gelesen.

## Wesentlicher Inhalt
- Schöpfung von Himmel und Erde und der Einzeldinge in 6 Tagen
- Ruhe Gottes am siebten Tag als Begründung für den Schabbat
- Schilderung der Schöpfung von Adam und Eva unter Hinweis auf die Einehe
- Hinweis auf die Abstammung aller Menschen von nur einem Urelternpaar
- Einsetzung der Menschen in den Garten Eden
- Verführung durch die Schlange
- Verwünschung von Schlange und Menschen, deren Vertreibung aus dem Garten
- Geburt Kains und Abels
- Ermordung Abels
- Geburt des Set
- Zehn Geschlechter der Nachkommen Sets bis Noach
- Bosheit der Menschen, Begrenzung ihrer Lebenszeit auf 120 Jahre
- Gottes Entschluss, seine Geschöpfe – bis auf Noach – zu vernichten

## Haftara
Die zu dieser Parascha gehörige Haftara ist nach aschkenasischem Ritus Jesaja 42,5–43,10  (ELB-Links: 42,5-25 , 43,1–10 ) und nach sephardischem Brauch 42,5–21  (). Im liberalen Ritus ist die Wahl der Haftara zum Teil frei.